# 小南満佑子
小南 満佑子（こみなみ まゆこ、1996年8月10日 - ）は、日本の女優。
兵庫県神戸市東灘区生まれ、西宮市出身。兵庫県立西宮高等学校音楽科、東京音楽大学音楽学部声楽専攻卒業。ホリプロ所属。兄はミュージカル俳優の小南竜平。

## 略歴
兵庫県神戸市東灘区に生まれ、4歳の時に同県西宮市に転居。踊ることが幼いころから好きで、兄の影響も受けて転居後より夙川のスタジオに通い始め、時に移動の車内で食事を済ませつつ大人の中に混じってクラシックバレエやジャズダンス、タップダンスのレッスンを受ける。就学前に梅田コマ劇場で見た大地真央主演のミュージカル『マイ・フェア・レディ』に感動。小学4年生の時に新神戸の劇場で上演されたミュージカル『森は生きている』に出演して「全ての身体表現が詰まっている華やかな世界」と魅了されて、「音域を広げてもっとうまくなりたい」との思いでクラシックの声楽を習い始め、関西歌劇団のソプラノの先生に師事する。西宮市立夙川小学校、同市立大社中学校を経て、さらに歌唱力を鍛えたいと兵庫県立西宮高等学校音楽科へ進学して声楽を専攻する。国内外で演奏活動を行い、2014年には東京国際声楽コンクール高校生の部にて奨励賞を、2015年にはジュリアード音楽院声楽オーディションにて最優秀賞を受賞するなど、数々の声楽コンクールで入賞を果たす。コンクールの審査員として講評を受けた菅有実子の指導を受けたいと東京音楽大学への進学を志す。
高校1年時の2012年に見た映画『レ・ミゼラブル』、翌2013年に大阪で見た東宝ミュージカル『レ・ミゼラブル』でコゼット役に憧れを抱き、自分の実力がプロにどう評価されるか知りたいと力試し、運試しのつもりで高校3年時に2015年版のミュージカル『レ・ミゼラブル』のフル・キャスト・オーディションでコゼット役に応募する。オーディションではイギリス人演出家に気に入られ、まだ高校生でコゼット役には若すぎるためアンサンブルキャストから勉強するようにとして最年少で合格。上京し東京音楽大学へ進学した2015年4月、アンサンブルキャストとして同作で初舞台に立つ。翌2016年の『Endless SHOCK』へのヒロイン・リカ役での出演を経て、2017年の『レ・ミゼラブル』30周年記念公演にコゼット役で出演し初のプリンシパルキャストを務める。2019年にもコゼット役で出演し、大学在学中に3年にわたって同作へ出演を果たしている。
2017年にはミュージカル『ポストマン』に、2018年にはミュージカル『タイタニック』に出演。2019年は、YouTubeに投稿されていた廣田神社で高校の同期生たちと奉納演奏会を行った際の動画が演出家の宮本亞門の目に留まり、面識のなかった宮本から直々にオファーを受けて『イノサンmusicale』にマリー-アントワネット役で出演する。また、同年3月よりテレ朝チャンネル1で不定期に放送されているミュージカル情報番組『プリンスロード』で斉藤慎二（ジャングルポケット）とともにMCを務めている。
2020年3月に東京音楽大学を卒業。同年度前期放送のNHK連続テレビ小説『エール』でテレビドラマに初出演し、映像作品にも進出。抜群の歌唱力に加えて「歌がうまいだけでなく気品と強さを兼ね備えて華のある女優さん」として出演オファーを受け、二階堂ふみ演じるヒロインのライバルとなる音楽学校声楽科の生徒・夏目千鶴子役を演じて、劇中にてオペラアリアを披露し圧巻の歌唱により脚光を浴びる。主題歌のGReeeeN「星影のエール」を出演者がカバーした「みんなで星影のエール」に参加、共演の山崎育三郎と音楽番組『うたコン』にも出演する。

## 人物
身長は166cm。
音域は下のG（ソ）から上のE（ミ）までと広く、頭声（ヘッドボイス）と胸声（チェストボイス）に明確な境目がなく曲に応じて自在に織り交ぜるという。大学ではクラシックの声楽を学んだが、ジャンルを区別して考えることなく「ミュージカルもクラシックも歌い続けていきたい」と語る。
母は阪神タイガース応援番組『ザ・プロ野球』（読売テレビ）、『MBSヤングタウン』（MBSラジオ）などのアシスタント・パーソナリティや神戸ポートアイランド博覧会（ポートピア'81）のポートピア・ガールを務めた牧田朋子で、母の兄でミュージシャン・音楽プロデューサーの牧田和男は伯父にあたる。エンタメ好きな家族で幼少よりマイケル・ジャクソン、スティーヴィー・ワンダー、シュープリームスなどを聴いて育ち、「興味を持ったことなら何でも習わせてみよう」との方針からクラシックバレエや英会話などの習い事は「やれ」と言われることなく全て自らの希望で始めて、それらが自然に後の芸能活動へ繋がっていったという。
趣味は神社仏閣巡り、舞台・映画鑑賞。幼少時より西宮市の廣田神社に参拝し、奉納演奏会も開いている。コンクールや発表会、製作発表などの前には必ず衣裳を持参して神社に正式参拝しお祓いを受け、また長い公演期間の中日や休演日、地方公演前などにも定期的に参拝し、「自分自身が全力で演じることが出来る」ように「観ていただいたお客様に喜んでいただける」ようにとの願いを込めて「舞台に立たせていただけることに感謝」する。神社へ行くことが気分転換になり、リラックス法になっているという。また、ラジオ好きである。東京では、神田明神、出雲大社東京分祠、明治神宮によく訪れるという。
特技は英会話、オペラ、ダンス。英会話を3歳から習い、大学在学中はオペラアリアの歌唱に活かしたいとして英語に加えてフランス語とイタリア語との修得にも努めた。得意な英語を活かして海外スタッフとの人脈を広げ、日本で「日本の皆さんに愛される表現者」となった後は「将来は海外で、英語で歌って演じられるようになりたい」と語り、憧れる女優として「役柄によってどんな色にも染まる」というメリル・ストリープや、ジュリー・アンドリュースの名を挙げる。歌の印象が強い一方で「踊りは私の原点」と語り、ダンスレッスンの動画をSNSに投稿する。

## 出演

### ミュージカル
- レ・ミゼラブル（帝国劇場 ほか）
  - レ・ミゼラブル（2015年4月 - 9月） - アンサンブル
  - レ・ミゼラブル（2017年5月 - 10月） - コゼット 役[注 1]
  - レ・ミゼラブル（2019年4月 - 8月） - コゼット 役[注 2]
- Endless SHOCK（2016年2月 - 3月、帝国劇場） - リカ 役
- ポストマン（2017年12月、時事通信ホール） - 美月・ソフィア 役
- タイタニック（2018年10月、日本青年館 ほか） - ケイト・マクゴーワン 役
- イノサンmusicale（2019年11月 - 12月、ヒューリックホール東京） - マリー-アントワネット 役
- アリージャンス〜忠誠〜（2021年3月、東京国際フォーラム  ホールC） - ハンナ・キャンベル 役
- 蜘蛛女のキス（2021年11月 - 12月、東京芸術劇場プレイハウス、梅田芸術劇場シアター・ドラマシティ） - マルタ 役
- ミュージカル『ラ・カージュ・オ・フォール』（2022年3月8日 - 30日、日生劇場 他） - アンヌ 役
- 盗まれた雷撃 パーシー・ジャクソン ミュージカル（2022年9月21日 - 10月5日、有楽町よみうりホール 他） - アナベス 役
- ミュージカル「キングアーサー」（2023年1月 - 3月、新国立劇場 中劇場 ほか） - グィネヴィア 役[注 3][34]
- NOISES OFF（2023年11月 - 12月、森ノ宮ピロティホール ほか）[35]
- ラブ・ネバー・ダイ（2025年1月 - 2月、日生劇場） - メグ・ジリー 役[36]
- ミュージカル「LAZARUS-ラザルス-」（2025年5月 - 6月、KAAT神奈川芸術劇場 ホール ほか） - マエミ 役[37][38]
- ミュージカルショー「THE GIFT」（2025年11月〈予定〉、I'M A SHOW ほか） - エリエル・スチュアート 役[39][40]

### テレビ番組
- プリンスロード（テレ朝チャンネル1） - MC
  - 〜2019 ミュージカル大辞典〜（2019年3月23日）[18]
  - VOL.2 〜2019-2020 ミュージカル大辞典〜（2019年8月25日）
  - VOL.3 〜2020 ミュージカル大辞典〜（2020年1月12日）
  - VOL.4 〜2020ミュージカル大辞典〜（2020年5月17日）
  - VOL.5 〜王子&レジェンド大集合!この秋必見の話題作SP〜（2020年9月27日）

- うたコン（NHK）[41]
  - 2020年7月14日
  - 2021年5月25日
  - 2022年8月2日

### テレビドラマ
- 連続テレビ小説 エール（2020年5月12日 - 、NHK） - 夏目千鶴子 役[19][20]
- 問題物件 最終話（2025年3月26日、フジテレビ） - 岡村美紅 役[42]
- ひとりでしにたい（2025年6月21日 - 8月2日、NHK総合）- 南志穂 役[43]

## 作品

### 参加楽曲
- みんなで星影のエール（2020年）[21]

### 写真集
- Luce（2023年10月20日、講談社、ISBN 978-4065337530）[44]

## 受賞歴
2014年
- イタリア コンコルソムジカアルテ音楽コンクール クルラトゥーラ部門 奨励賞
- 第32回兵庫県高等学校独唱独奏コンクール 金賞
- 第6回東京国際声楽コンクール 高校生の部 奨励賞
- 第5回ジュリアード音楽院声楽オーディション Dr. Handa Encouragement Prize

2015年
- 第6回ジュリアード音楽院声楽オーディション 最優秀賞